# NGC 3107
NGC 3107 este o galaxie spirală situată în constelația Leul. A fost descoperită în 22 martie 1794 de către William Herschel. Se află la o distanță de 40,9 de megaparseci de Pământ.